# Bathycheles cubensis
Bathycheles cubensis is een tienpotigensoort uit de familie van de Pylochelidae. De wetenschappelijke naam van de soort is voor het eerst geldig gepubliceerd in 1986 door Ortiz & Gómez.